# Саския Сарджинсън
Саския Сарджинсън (на английски: Saskia Sarginson) е английска писателка на бестселъри в жанра съвременен роман.

## Биография и творчество
Саския Сарджинсън е родена през 1961 г. в Манчестър, Англия. Има брат и сестра. Израства в Съфолк, в малка къща насред борова гора, в живописна местност, вдъхновила я за първите ѝ творби. Получава бакалавърска степен по моден дизайн и журналистика от Художествената школа „Сейнт Мартин“ и бакалавърска степен по английска литература от Кеймбриджкия университет. Получава магистърска степен по творческо писане от университета „Роял Холуей“.
След дипломирането си работи като редактор за секция „Здраве и красота“ на списание „Къмпани“ и като журналист на свободна практика за женски списания като „Космополитън“, „Телеграф“, и др. Пише като призрачен писател за Би Би Си и издателство „Харпър Колинс“. Заедно с работата си пише разкази и поезия.
Първият ѝ художествен роман „Близначките“ е публикуван през 2013 г. Еднояйчните близначки Виола и Изолта живеят в малка комуна в гората в Съфолк, където се запознават с близнаците Джон и Майкъл. Но когато майка им Роуз среща Франк и малката му дъщеря Поли, и се сгодява, те правят немислимото, за да осуетят брака ѝ, нещо с което ще трябва да се преборят в продължение на години в тяхната необичайна духовна връзка. Книгата става бестселър и я прави известна.
Саския Сарджинсън има четири деца, включително близнаци, и живее със семейството си в Лондон.

## Произведения

### Самостоятелни романи
- The Twins (2013)
Близначките, изд.: ИК „Ентусиаст“, София (2014), прев. Мария Чайлд
- Without You (2014)
- The Other Me (2015)
- The Stranger (2017)

### Документалистика
- Get Slim for Life (1993)